# Alfonso Priani González Guerra
Alfonso Priani González Guerra (Ciudad de México, 4 de octubre de 1888 - Ibídem, 27 de febrero de 1945), conocido como Alfonso Priani, fue un médico odontólogo mexicano, reconocido como el fundador de la Cruz Roja Juventud.

## Estudios y cargos
Titulado como odontólogo, fue profesor de esa institución y director. Ocupó los cargos de jefe de psicopedagogía en la Secretaría de Educación Pública (SEP), presidente del patronato Rafael Dondé, subsecretario del departamento general, director de la Lotería Nacional de México y secretario de la beneficencia pública.[cita requerida]

### Cruz Roja Mexicana
Ingresó a la Cruz Roja como voluntario, durante el periodo de la Decena Trágica fue nombrado jefe de ambulancia. En 1920, fue su caravana la que trasladó el cuerpo de Venustiano Carranza desde Tlaxcalantongo, Puebla, hasta la Ciudad de México.[cita requerida]

### Fundación de la Cruz Roja Juventud
El 13 de septiembre de 1927, fundó la Cruz Roja Juventud, tras una serie de acuerdos que se firmaron entre la SEP y la Cruz Roja, en donde realizaban cursos de capacitación para niños.[cita requerida]
“¿Solamente a las personas adultas les es permitido ejercitar el bien dentro de la Asociación?.. No. Los niños que son simiente de la humanidad, promesa de heroísmo, germen en pleno vigor, también tienen su lugar y su campo de acción amplio y fecundo en el seno de la Cruz Roja.
La sección destinada a ellos, se llama Cruz Roja de la Juventud. La Cruz Roja ha trabajado en todas las calamidades públicas y en el campo de batalla mismo, Pero también, en tiempo de paz hace obra generosa y noble, 
Forma parte de ésta, la obra de la cruz roja de la juventud.”

## Fallecimiento
Falleció a los 56 años, por complicaciones de leucemia, debido a la exposición prolongada a gases volcánicos, tras sufrir una caída cerca del cráter del volcán Paricutín, cuando hizo erupción.[cita requerida]